# Zoolander 2
Série
Zoolander
(2001)
Pour plus de détails, voir Fiche technique et Distribution.
Zoolander 2 (Zoolander No. 2) est une comédie américaine réalisée par Ben Stiller, sortie en 2016. Il s'agit de la suite de Zoolander (2001), également réalisé par Ben Stiller.

## Synopsis
Le célèbre mannequin Derek Zoolander reprend du service alors qu'un tueur en série s'en prend à des célébrités. Avec l'aide d'Hansel et de la belle Valentina, Derek va se retrouver en plein milieu d'une grande affaire et recroiser la route d'un vieil ennemi...

## Fiche technique
Sauf indication contraire, les informations mentionnées dans cette section peuvent être confirmées par la base de données cinématographiques IMDb,  présente dans la section « Liens externes ».
- Titre original : Zoolander No. 2
- Titre français : Zoolander 2
- Réalisation : Ben Stiller
- Scénario : Ben Stiller, Justin Theroux, Nicholas Stoller et John Hamburg
- Costumes : Leesa Evans
- Photographie : Daniel Mindel
- Musique : Theodore Shapiro
- Production : Stuart Cornfeld, Scott Rudin, Ben Stiller et Clayton Townsend
- Société(s) de production : Red Hour Films
- Société(s) de distribution : Paramount Pictures
- Budget : 50 000 000 $
- Pays de production :  États-Unis
- Langue originale : anglais
- Format : couleur — 35 mm — 2,35:1 — son Dolby Digital
- Genre : comédie
- Durée : 100 minutes
- Dates de sortie[1] :
  - Royaume-Uni : 6 février 2016 (première mondiale)
  - États-Unis : 12 février 2016
  - France : 2 mars 2016
  - Belgique : 16 mars 2016

## Distribution
Sauf indication contraire, les informations mentionnées dans cette section peuvent être confirmées par la base de données cinématographiques IMDb,  présente dans la section « Liens externes ».
- Ben Stiller (VF : Maurice Decoster) : Derek Zoolander
- Owen Wilson (VF : Ludovic Baugin) : Hansel
- Penélope Cruz (VF : Ethel Houbiers) : Valentina
- Kristen Wiig (VF : Marie-Laure Dougnac) : Alexanya Atoz
- Will Ferrell (VF : Vincent Violette) : Jacobim Mugatu
- Jon Daly : agent Filippo
- Kyle Mooney (en) (VF : Adrien Larmande) : Don Atari
- Cyrus Arnold (VF : Enzo Ratsito) : Derek Zoolander, Jr.
- Christine Taylor (VF : Nathalie Spitzer) : Matilda Jeffries-Zoolander
- Justin Theroux (VF : Jérôme Pauwels) : Evil DJ
- Nathan Lee Graham : Todd
- Kiefer Sutherland (VF : Patrick Béthune) : Alpha Male
- Milla Jovovich (VF : Stéphanie Lafforgue) : Katinka Ingabogovinanana
- Benedict Cumberbatch : All (Tous en VF)
- Fred Armisen (VF : Sébastien Desjours) : VIP
- Jerry Stiller : Maury
- Skrillex : le DJ de l'incrediBal
- Olivia Munn : 'Old and Lame' Show Attendee #9
- Christina Hendricks : la séductrice dans le spa
- Ariana Grande (VF : Catherine Desplaces) : la femme en latex BDSM
- Jourdan Dunn : Natalka
- Alexander Skarsgård : Adam
- Karlie Kloss : Eve
- Kagney Linn Karter : la jeune fille blonde dans le sauna avec Hansel
- Francesca Mills (VF : Caroline Espargillière) : Elfin Huntress

Acteurs crédités sous leur propre nom
- Justin Bieber (VF : Julien Lucas)
- Katie Couric (VF : Stéphanie Lafforgue)
- Jim Lehrer (VF : Philippe Ariotti)
- Billy Zane (VF : Xavier Fagnon)
- Sting (VF : Philippe Vincent)
- John Malkovich (VF : Michel Voletti)
- Lewis Hamilton
- Joe Jonas
- Katy Perry
- Naomi Campbell (VF : Nathalie Spitzer)
- Susan Boyle
- Neil deGrasse Tyson (VF : Jean-Alain Velardo)
- Marc Jacobs
- Alexander Wang
- Tommy Hilfiger
- Valentino Garavani
- Anna Wintour
- Mika (VF : lui-même)
- Willie Nelson
- Lenny Kravitz (non crédité)
- Demi Lovato (non créditée)
- Usher (non crédité)
- Miley Cyrus (non créditée)
- Kendall Jenner (non créditée)
- Susan Sarandon (VF : Béatrice Delfe) (non créditée)

 Source et légende : version française (VF) sur RS Doublage

## Production

### Genèse et développement
En décembre 2008, Ben Stiller confirme qu'il travaille sur une suite de Zoolander. En mai 2009, dans l'émission Friday Night with Jonathan Ross, il dit qu'il est en train de lire plusieurs scripts. En février 2010, Justin Theroux, déjà coauteur de Tonnerre sous les tropiques, est engagé pour écrire et réaliser le film. En mars 2010, Ben Stiller annonce qu'il coécrira le scénario, avant d'être confirmé comme réalisateur.
En décembre 2010, dans The Tonight Show with Jay Leno, Owen Wilson s'amuse que cette suite devrait s'appeler Twolander.
En janvier 2011, Ben Stiller annonce que le script est terminé et que l'histoire « se situe 10 ans plus tard et principalement en Europe ».

### Choix des interprètes
Ben Stiller, Owen Wilson, Christine Taylor et Will Ferrell reprennent leurs rôles respectifs du premier film. En novembre 2014, Penélope Cruz rejoint la distribution. En avril 2015, c'est au tour de Fred Armisen.

### Tournage
Le 10 mars 2015, Ben Stiller et Owen Wilson apparaissent dans la peau de leurs personnages à la Fashion Week de Paris.
Le tournage principal ne débute cependant qu'en avril 2015 à la Cinecittà de Rome,.

## Accueil

### Box-office
Zoolander 2 rencontre un échec commercial lors de sa sortie, rapportant 55 969 000 $ de recettes mondiales, dont 28 848 693 $ aux États-Unis, pour un budget de 50 millions.

## Distinctions

### Nominations
- Teen Choice Awards 2016 :
  - Meilleur film de comédie